# Преагональное состояние
Преагональное состояние (лат. lastatus praeagonalis; син. преагония) — состояние организма, которое предшествует агонии и характеризуется развитием замедления в высших отделах центральной нервной системы; проявляется сумеречным помрачением сознания, протекающее в некоторых случаях с возбуждением бульбарных центров.

## Характеристики преагонального состояния
Преагональное состояние характеризуется: нарушением деятельности центральной нервной системы (сопор или кома), низким артериальным давлением, централизацией кровообращения, расстройством дыхания. Эти проблемы способствуют развитию кислородного голодания тканей и снижению pH (тканевой ацидоз). Но необходимо понимать, что в преагональном состоянии основным видом обмена веществ является окислительный, который не имеет определенной продолжительности. В некоторых случаях — например, при внезапном развитии остановки сердца при поражении электрическим током — он может совсем отсутствовать. В тех случаях, когда организм имеет возможность включить различные компенсаторные механизмы (например, кровопотеря), преагональное состояние может достигать нескольких часов, даже если лечебная помощь не проводилась.